# 日本国際協力センター
一般財団法人日本国際協力センター（にほんこくさいきょうりょくセンター、JICE）は、。東京都新宿区に本部を置く、日本の国際協力の推進事業を実施する法人。元外務省所管。

## 概要
- 目的：日本の国際協力の推進に貢献すること
- 沿革：1977年（昭和52年）設立
- 代表者：理事長 吉田耕三
- 本部所在地：東京都新宿区西新宿8-14-24

一般財団法人 日本国際協力センター（JICE）は、日本の国際協力の推進に貢献することを目的に、1977年に設立された公益法人(人員221名(2012.4月現在)、事業規模は約117億円(平成22年度)）。
海外（主に途上国）において各国の行政等を担う人材の育成をミッションとしており、その実施にあたっては日本が優位とする様々な分野の専門家や専門機関とのコーディネートをJICEが行うことで、海外への日本のノウハウの提供を行い、海外の諸課題の解決に向けた協力を行なっている。
業務内容としては、中央官庁、援助機関、国際機関および外国政府などが実施する研修や留学生受け入れ事業、国際交流事業となっている。
1977年設立以降、JICA事業の受注が主なものであったが、現在はJICAからの受注は事業規模の30%程度に留まり、一方で国際機関、外国政府からの直接受注を伸ばしている。
ODA対象国に留まらず、ODAによる支援を必要としない国（ODA卒業国）にも上述のニーズがあり、これらの分野において外国政府からの要望によるところが大きい。
海外プロジェクト事務所として、アジアを中心に12カ国（12都市）あり、内訳としては中央アジア3カ国（ウズベキスタン、キルギス、タジキスタン）、南アジア２カ国（ネパール、バングラデシュ）、
東南アジア5カ国（ベトナム、ラオス、カンボジア、ミャンマー、フィリピン）、東アジア2カ国（中国、モンゴル）にある。
国内支所としては5都市（北海道、仙台、名古屋、大阪、福岡）にある。